# The Morning Show
The Morning Show és una sèrie de televisió estatunidenca estrenada l'1 de novembre del 2019 en la plataforma de contingut en streaming Apple TV+. Protagonitzada per Jennifer Aniston, Reese Witherspoon, Gugu Mbatha-Raw, Billy Crudup, Mark Duplass i Steve Carell.
El 17 de setembre de 2021 es va estrenar la segona temporada, que inclou la incorporació de Julianna Margulies en el paper d'una nova reportera.

## Sinopsi
Alex Levy (Jennifer Aniston), anuncia l'acomiadament, per culpa d'un escàndol per conducta inapropiada, del seu company Mitch Kessler (Steve Carell), copresentador del programa matinal de notícies on es desenvolupa la sèrie. L'arribada d'una intrèpida reportera, Bradley Jackson (Reese Witherspoon) farà trontollar el plató i treurà a la llum el que s'amaga darrera les càmeres.

## Repartiment

### Personatges principals
- Jennifer Aniston: Alex Levy
- Reese Witherspoon: Bradley Jackson
- Julianna Margulies: Laura Peterson (2a.temporada)
- Steve Carell: Mitch Kessler
- Gugu Mbatha-Raw: Hannah Shoenfeld
- Billy Crudup: Cory Ellison
- Mark Duplass: Chip Black
- Nestor Carbonell: Yanko Flores
- Bel Powley: Claire Conway

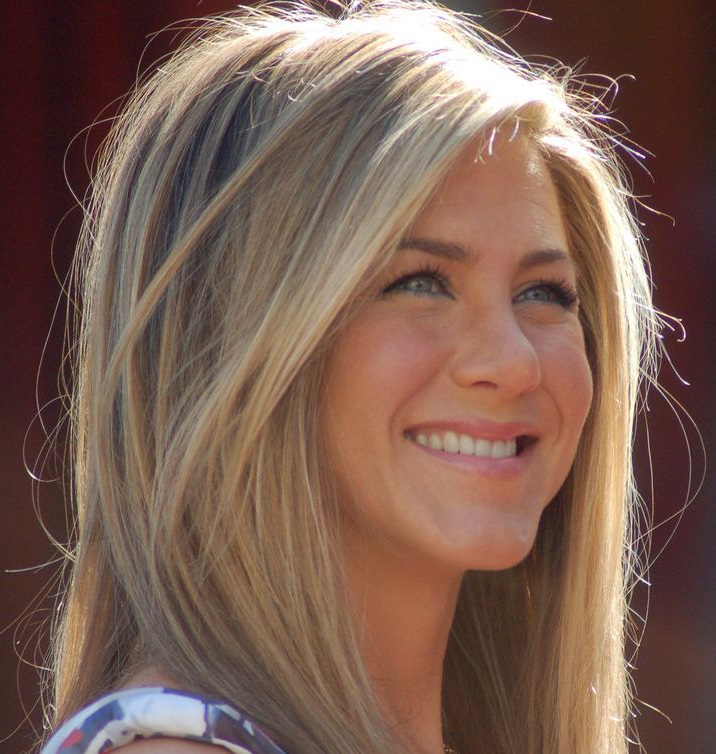
Jennifer Aniston
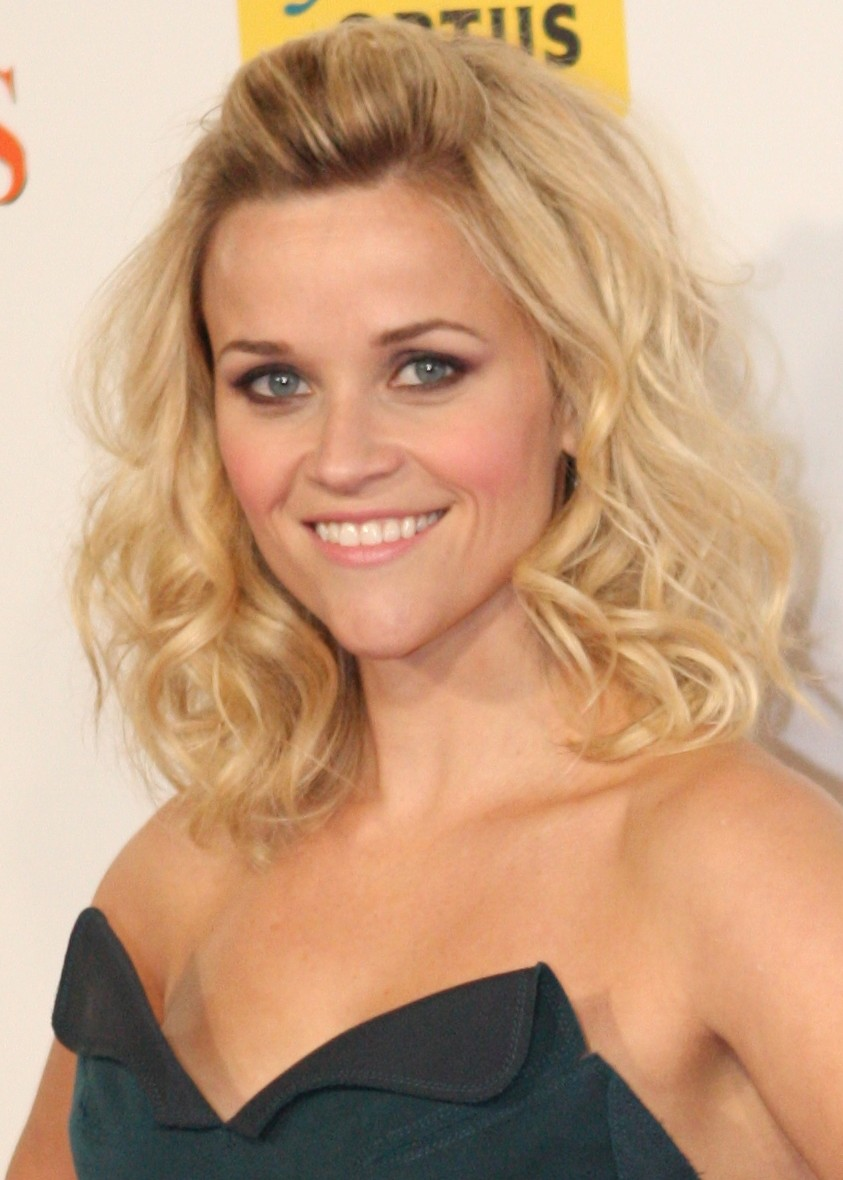
Reese Witherspoon
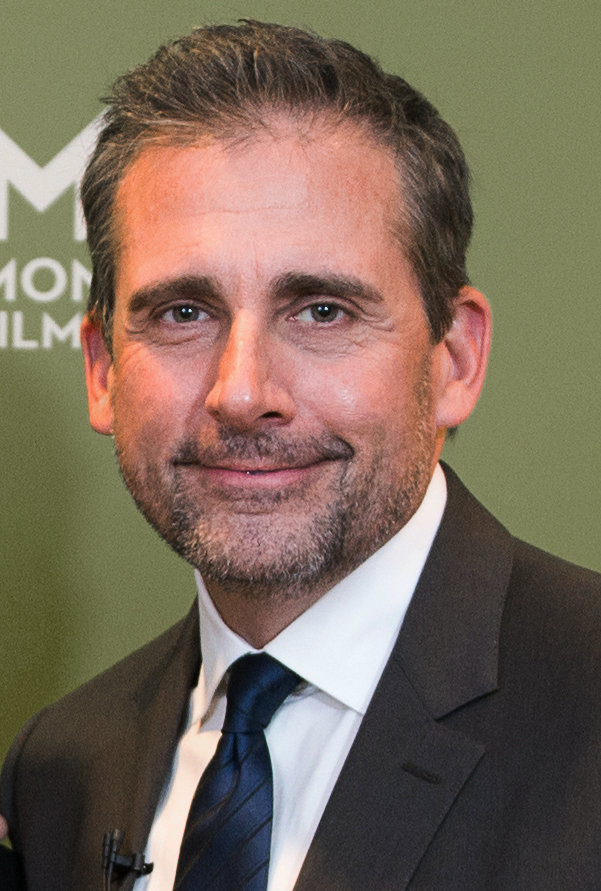
Steve Carell
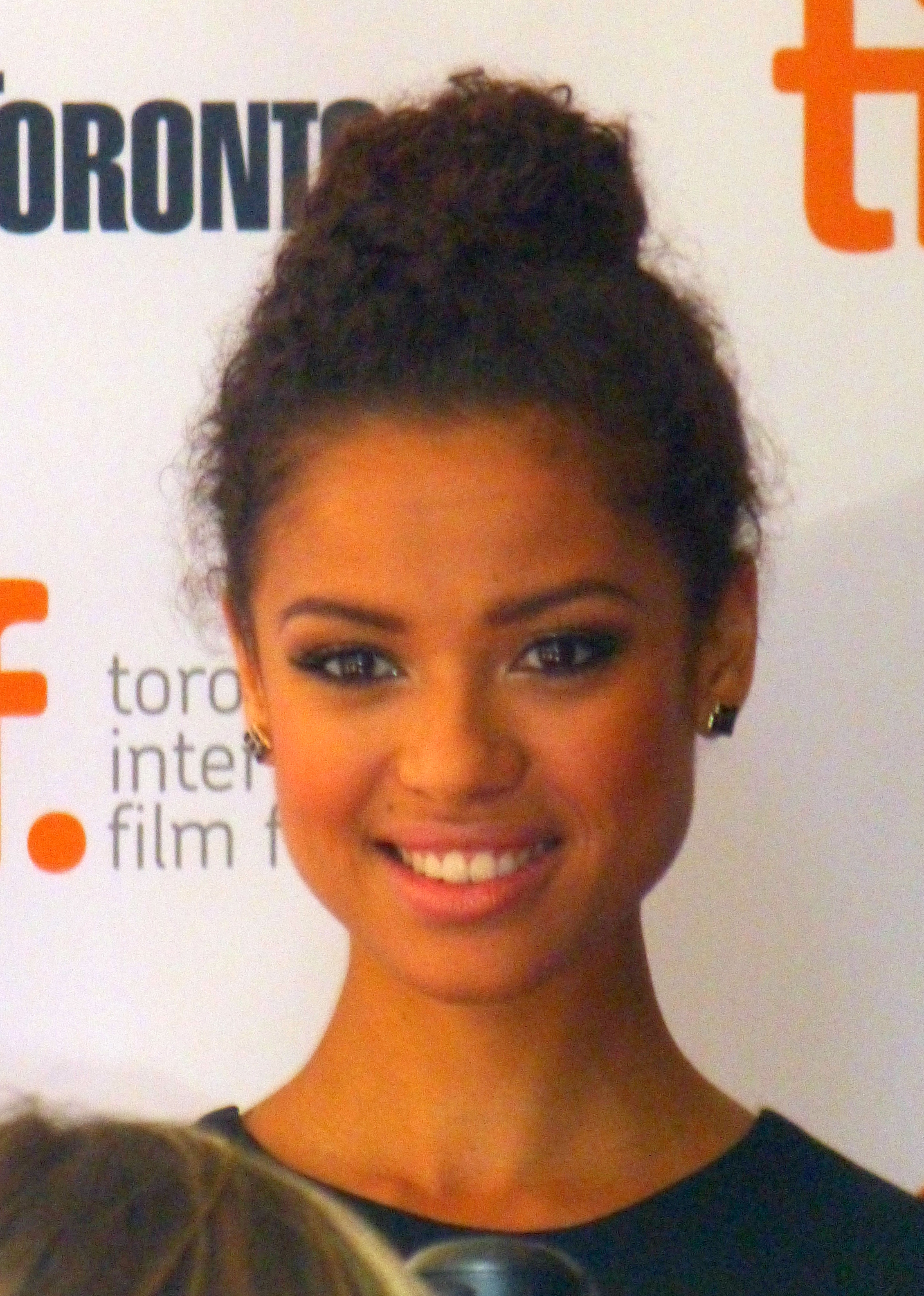
Gugu Mbatha-Raw
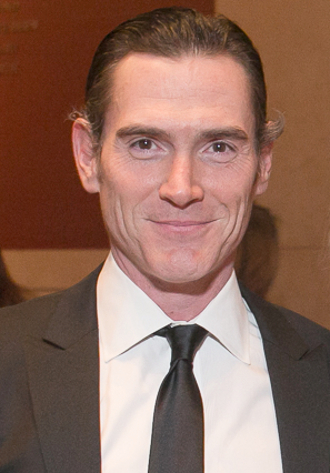
Billy Crudup
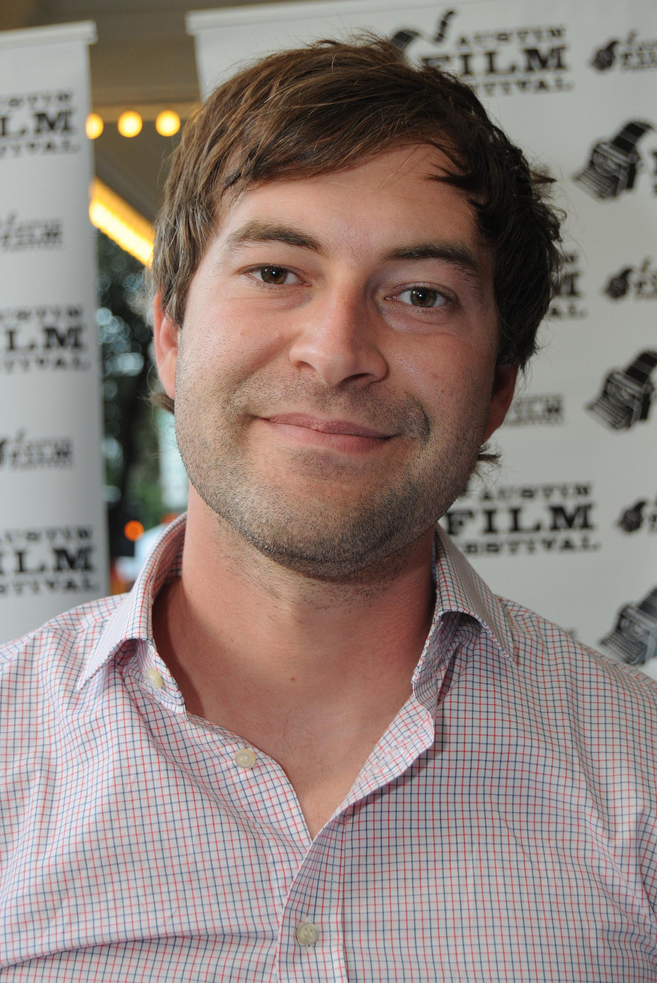
Mark Duplass
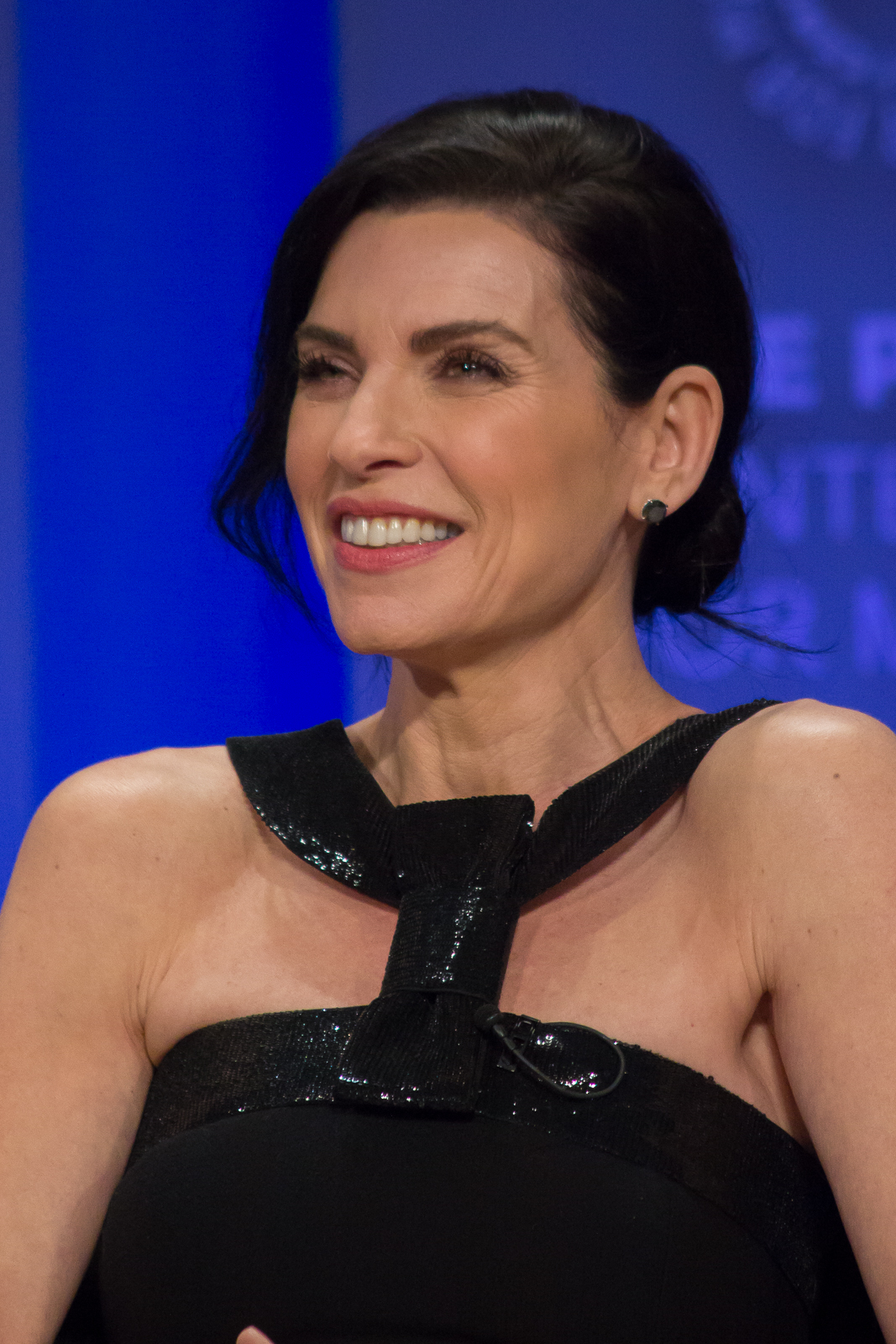
Julianna Margulies

### Personatges Secundaris
- Janina Gavankar: Alison
- Karen Pittman: Mia Jordan
- Victoria Tate: Rena Robinson
- Desean Terry: Daniel Henderson
- Shari Belafonte: Julia
- Katherine Ko: Dhillon Reece-Smith
- Joe Marinelli: Donny Spagnoli
- Eli Bildner: Joel Rapkin
- Ian Gomez: Greg

## Al voltant de la sèrie
El novembre del 2017 Apple va encarregar el projecte de la sèrie, prevista en dues temporades de deu episodis cadascuna. Aniston i Witherspoon protagonitzen i la coprodueixen executivament al costat de la companyia Media Res de Michael Ellenberg, creador de la sèrie i exdirectiu d'HBO. Inspirada en el llibre "Top of the Morning: Inside the Cutthroat World of Morning TV" del periodista Brian Stelter, corresponsal de mitjans de comunicació de la CNN i anteriorment va treballar pel New York Times. The Morning Show es pot considerar com la sèrie de referència en el llançament del servei de televisió Apple TV+.

## Premis
La sèrie va obtenir vuit nominacions als premis Emmy 2020, Billy Crudup va guanyar l'Emmy al millor actor secundari pel seu paper de Cory Ellison.
També va rebre tres nominacions als Globus d'Or 2020, com a sèrie dramàtica de televisió i dues nominacions a millor actriu en sèrie dramàtica de televisió per Jennifer Aniston i Reese Witherspoon.